# Miwa Fukuhara
Miwa Fukuhara (en japonais : 福原美和), née le 13 décembre 1944 à Tokyo au Japon, est une patineuse artistique japonaise, sextuple championne du Japon entre 1960 et 1966 (excepté en 1961).

## Biographie

### Carrière sportive
Miwa Fukuhara monte onze fois sur le podium des championnats du Japon dont six fois sur la plus haute marche en 1960, 1962, 1963, 1964, 1965 et 1966.
Elle représente son pays à sept mondiaux (1960 à Vancouver, 1962 à Prague, 1963 à Cortina d'Ampezzo, 1964 à Dortmund, 1965 à Colorado Springs, 1966 à Davos et 1967 à Vienne) et deux olympiades (1960 à Squaw Valley et 1964 à Innsbruck).
Elle quitte les compétitions sportives après les mondiaux de 1967.

### Reconversion
Après avoir pris sa retraite sportive, Mika Fukuhara devient entraîneur.
Elle fait partie de la famille fondatrice de la société japonaise de cosmétiques et de produits de luxe Shiseido.

## Palmarès
| Compétition | 1957 | 1958 | 1959 | 1960 | 1961 | 1962 | 1963 | 1964 | 1965 | 1966 | 1967 |
| Jeux olympiques d'hiver                                                                                              |      |      |      | 21e  |      |      |      | 5e   |      |      |      |
| Championnats du monde                                                                                                |      |      |      | 14e  | CA   | 9e   | 6e   | 6e   | 6e   | 8e   | A    |
| Championnats du Japon                                                                                                | 3e   | 2e   | 2e   | 1re  | 2e   | 1re  | 1re  | 1re  | 1re  | 1re  | 2e   |
| Légende : A = Abandon ; CA = Championnats du monde 1961 annulés à cause de la catastrophe aérienne du vol 548 Sabena |      |      |      |      |      |      |      |      |      |      |      |